# 思悼
《思悼》（韓語：사도，转写：Sado）是一部於2014年7月8日拍攝，2015年9月16日上映的韓國歷史電影，由宋康昊、劉亞仁、文瑾瑩主演；李濬益所執導。電影講述朝鲜王朝思悼世子，一位在27歲時被父親英祖關進米櫃餓死的世子的一生（對應歷史事件：壬午禍變）。電影獲提名為第88屆奧斯卡金像獎最佳外语片奖的候選電影。

## 演員表

### 主要演員
- 宋康昊 飾 朝鮮英祖李昑
- 劉亞仁 飾 思悼世子李愃，李昑之子
- 文瑾瑩 飾 獻敬惠嬪洪氏，李愃之妻
- 蘇志燮 飾 朝鮮正祖李祘，李愃之子（特別出演）
- 李孝濟（이효제） 飾 兒時朝鮮正祖
- 申秀妍 飾 10歲時的思悼世子嬪

### 其他演員
- 全慧珍（전혜진） 飾 暎嬪李氏
- 金海淑（김해숙） 飾 仁元王后金氏
- 朴元相（박원상） 飾 洪鳳漢（朝鲜语：홍봉한）
- 陳智熙（진지희） 飾 和緩翁主
- 朴素丹（박소담） 飾 文昭媛（문소원）
- 徐睿知（서예지） 飾 貞純王后金氏
- 李光一（이광일） 飾 閔百祥（朝鲜语：민백상）
- 李對淵（이대연） 飾 金尙魯（朝鲜语：김상로）
- 姜聖海（강성해） 飾 金漢耉（朝鲜语：김한구 (1723년)）
- 崔德文（최덕문） 飾 洪麟漢（朝鲜语：홍인한）
- 鄭石勇（정석용） 飾 洪內官
- 崔閔喆（朝鲜语：최민철） 飾 蔡濟恭（채제공）
- 朴明申（박명신） 飾 貞聖王后徐氏
- 趙乘演（조승연） 飾 李天輔（朝鲜语：이천보）
- 孫德基（朝鲜语：손덕기） 飾 洪樂仁（홍낙인）
- 崔志雄（朝鲜语：최지웅） 飾 內禁衛長
- 車順裴（차순배） 飾 朴內官
- 趙夏植（朝鲜语：조하석） 飾 羅景彥（朝鲜语：나경언）
- 韓國辰（朝鲜语：한국진） 飾 羅內官
- 姜賢重（朝鲜语：강현중） 飾 守禦使
- 權範澤（朝鲜语：권범택） 飾 老大臣

## 奖项
| 年份 | 奖项                                | 类别                      | 获提名者                  | 结果 |
| ---- | ----------------------------------- | ------------------------- | ------------------------- | ---- |
| 2015 | 第35届韓國電影評論家協會獎          | 最佳电影                  | 《思悼》                  | 獲獎 |
| 2015 | 第35届韓國電影評論家協會獎          | 最佳编剧                  | 曹喆铉 李訟原 吳承鉉      | 獲獎 |
| 2015 | 第35届韓國電影評論家協會獎          | 最佳音乐                  | 房俊錫                    | 獲獎 |
| 2015 | 第35届韓國電影評論家協會獎          | 年度十佳电影              | 《思悼》                  | 獲獎 |
| 2015 | 第15屆韓國國際青年電影節            | 最受喜爱男演员            | 刘亚仁                    | 獲獎 |
| 2015 | 第52屆大鐘獎                        | 最優秀作品賞              | 《思悼》                  | 提名 |
| 2015 | 第52屆大鐘獎                        | 導演賞                    | 李濬益                    | 提名 |
| 2015 | 第52屆大鐘獎                        | 男主角賞                  | 劉亞仁                    | 提名 |
| 2015 | 第52屆大鐘獎                        | 女配角賞                  | 金海淑                    | 獲獎 |
| 2015 | 第52屆大鐘獎                        | 音樂賞                    | 房俊錫                    | 提名 |
| 2015 | 第52屆大鐘獎                        | 美術賞                    | 姜勝湧                    | 提名 |
| 2015 | 第52屆大鐘獎                        | 衣裳賞                    | 沈賢燮                    | 提名 |
| 2015 | 第36届青龙奖                        | 最佳电影                  | 《思悼》                  | 提名 |
| 2015 | 第36届青龙奖                        | 最佳导演                  | 李濬益                    | 提名 |
| 2015 | 第36届青龙奖                        | 最佳男主角                | 宋康昊                    | 提名 |
| 2015 | 第36届青龙奖                        | 最佳男主角                | 刘亚仁                    | 獲獎 |
| 2015 | 第36届青龙奖                        | 最佳女配角                | 全慧珍                    | 獲獎 |
| 2015 | 第36届青龙奖                        | 最佳编剧                  | 曹喆铉 李訟原 吳承鉉      | 提名 |
| 2015 | 第36届青龙奖                        | 最佳摄影照明賞            | 金泰慶(摄影) 洪昇哲(照明) | 獲獎 |
| 2015 | 第36届青龙奖                        | 編輯賞                    | 金尚範 金在範             | 提名 |
| 2015 | 第36届青龙奖                        | 美術賞                    | 姜勝湧                    | 提名 |
| 2015 | 第36届青龙奖                        | 音樂賞                    | 房俊錫                    | 獲獎 |
| 2015 | 第19屆愛沙尼亞塔林黑夜電影節        | 大獎                      | 《思悼》                  | 獲獎 |
| 2015 | 第19屆愛沙尼亞塔林黑夜電影節        | 最佳音樂                  | 房俊錫                    | 獲獎 |
| 2015 | GQ韓國獎                            | 年度男演員                | 劉亞仁                    | 獲獎 |
| 2015 | 第6屆申榮均藝術文化財團美麗藝術人賞 | 電影藝術人賞              | 劉亞仁                    | 獲獎 |
| 2015 | 第2屆韓國電影製作人協會獎           | 最佳女配角                | 全慧珍                    | 獲獎 |
| 2015 | 第2屆韓國電影製作人協會獎           | 最佳编剧                  | 曹喆铉 李訟原 吳承鉉      | 獲獎 |
| 2015 | 第2屆韓國電影製作人協會獎           | 音響賞                    | 崔泰營                    | 獲獎 |
| 2015 | 第21屆Cine21 電影獎                 | 年度最佳编剧              | 曹喆铉 李訟原 吳承鉉      | 獲獎 |
| 2015 | 第21屆Cine21 電影獎                 | 年度最佳男演員            | 劉亞仁                    | 獲獎 |
| 2015 | 第4屆韓國電影演員協會賞             | 韓國大牌導演賞奬          | 李濬益                    | 獲獎 |
| 2015 | 第4屆韓國電影演員協會賞             | 韓國大牌明星獎            | 劉亞仁                    | 獲獎 |
| 2016 | 第7屆年度電影獎                     | 最佳电影                  | 《思悼》                  | 獲獎 |
| 2016 | 第7屆年度電影獎                     | 最佳男主角                | 劉亞仁                    | 獲獎 |
| 2016 | 第7屆年度電影獎                     | 最佳女配角                | 全慧珍                    | 獲獎 |
| 2016 | 第20屆衛星獎                        | 最佳外語片                | 《思悼》                  | 提名 |
| 2016 | 第20屆衛星獎                        | 最佳服裝設計              | 沈賢燮                    | 提名 |
| 2016 | 第11屆Max Movie 最佳電影賞          | 最佳電影賞                | 《思悼》                  | 提名 |
| 2016 | 第11屆Max Movie 最佳電影賞          | 最佳導演賞                | 李濬益                    | 提名 |
| 2016 | 第11屆Max Movie 最佳電影賞          | 最佳女子助演員賞          | 全慧珍                    | 提名 |
| 2016 | 第11屆Max Movie 最佳電影賞          | 最佳海報賞                | 《思悼》                  | 提名 |
| 2016 | 第11屆Max Movie 最佳電影賞          | 最佳預告片賞              | 《思悼》                  | 提名 |
| 2016 | 第10屆亞洲電影大獎                  | 最佳造型設計              | 沈賢燮 李智然             | 獲獎 |
| 2016 | 第10屆亞洲電影大獎                  | 最佳原創音樂              | 房俊錫                    | 提名 |
| 2016 | 第21屆春史電影賞                    | 最佳導演 (大獎賽)         | 李濬益                    | 提名 |
| 2016 | 第21屆春史電影賞                    | 最佳男主角                | 劉亞仁                    | 獲獎 |
| 2016 | 第21屆春史電影賞                    | 最佳女配角                | 全慧珍                    | 提名 |
| 2016 | 第21屆春史電影賞                    | 最佳编剧                  | 曹喆铉 李訟原 吳承鉉      | 獲獎 |
| 2016 | 第52屆百想藝術大賞                  | 大賞                      | 李濬益                    | 獲獎 |
| 2016 | 第52屆百想藝術大賞                  | 電影部門 男子最優秀演技賞 | 宋康昊                    | 提名 |
| 2016 | 第52屆百想藝術大賞                  | 電影部門 男子最優秀演技賞 | 劉亞仁                    | 提名 |
| 2016 | 第52屆百想藝術大賞                  | 電影部門 女子助演賞       | 全慧珍                    | 提名 |
| 2016 | 第52屆百想藝術大賞                  | 電影部門 男子人氣賞       | 宋康昊                    | 提名 |
| 2016 | 第52屆百想藝術大賞                  | 電影部門 男子人氣賞       | 劉亞仁                    | 提名 |
| 2016 | 第52屆百想藝術大賞                  | 電影部門 女子人氣賞       | 文瑾瑩                    | 提名 |
| 2016 | 第52屆百想藝術大賞                  | 電影部門 女子人氣賞       | 全慧珍                    | 提名 |
| 2016 | 第25屆釜日電影賞                    | 女子助演賞                | 全慧珍                    | 提名 |
| 2016 | 第25屆釜日電影賞                    | 美術賞                    | 姜勝湧                    | 提名 |
| 2016 | 第25屆釜日電影賞                    | 音樂賞                    | 房俊錫                    | 提名 |
| 2016 | 第10屆亞太電影大賞                  | 最佳導演                  | 李濬益                    | 提名 |
| 2016 | 第10屆亞太電影大賞                  | 最佳男主角                | 宋康昊                    | 提名 |
| 2016 | 第47屆印度國際影展                  | 黃金孔雀奬                | 《思悼》                  | 提名 |
| 2016 | 第47屆印度國際影展                  | 審査委員特別奬            | 李濬益                    | 獲獎 |

## 外部連結
- 官方网站 
- 韩国电影数据库（KMDb）上《The Throne》的資料
- 互联网电影数据库（IMDb）上《The Throne》的资料（英文）
- 《思悼》在HanCinema的页面（英文）